# 布內什蒂鄉 (蘇恰瓦縣)
47°31′N 26°19′E / 47.517°N 26.317°E
布內什蒂鄉（羅馬尼亞語：Comuna Bunești, Suceava），是羅馬尼亞的鄉份，位於該國東北部，由蘇恰瓦縣負責管轄，面積29平方公里，海拔高度375米，2007年人口2,725，人口密度每平方公里94人。